# Jean-Pierre Tardif
Pour les articles homonymes, voir Tardif.
Jean-Pierre Tardif, en occitan Joan-Pèire Tardiu, est un poète et un écrivain occitan né le 30 janvier 1954 à Lacaussade, dans le Haut-Agenais (Lot-et-Garonne).

## Biographie
Né à Lacaussade, dans le Haut-Agenais ( Lot-et-Garonne) en 1954, Joan-Pèire Tardiu a donné, à partir de 1972, plusieurs recueils de poèmes en langue d'oc, en particulier Paraulas als quatre vents (1972) et Jorns dobèrts (Prix Paul Froment, 1977). Parallèlement, d'autres parcours à travers langues et pays l'ont conduit à faire paraître une Pichona gramatica de l'arab magrebin ( 1973) et la traduction française de trois oeuvres du grand romancier italien Federigo Tozzi: Trois croix, L'Ecole d'anatomie et Le Domaine ( éditions L'Ether Vague, Toulouse, aujourd'hui reprises par Verdier). Il a publié ensuite deux nouveaux recueils de poèmes, Lo defòra endedins / Le dehors en dedans ( "Faissets de la Talhada", 1996) et La mar quand i es pas / Absence de la mer ( éditions Jorn, Montpeyroux, 1997). Un autre ouvrage poétique, Las quatre rotas / Les quatre routes, a vu le jour en 2009 aux éditions Fédérop, ainsi qu'une petite suite en occitan, La nusor la susor / La nudité la sueur, éditée et illustrée en 2016 par Jaumes Privat. 
Longtemps rédacteur en chef de la revue littéraire OC, aprés Bernard Manciet, Joan-Pèire Tardiu s'est attaché à donner la parole aux poètes et écrivains occitans novateurs. Il a par ailleurs coordonné le cahier de la revue Europe de juin-juillet 2002 consacré à la poésie occitane d'aujourd'hui et animé, en juillet 2002, aux côtés de Jean-Baptiste Para, les dix émissions de Poésie sur Parole présentant les poètes occitans contemporains.
Traducteur, il a donné en particulier une version occitane du recueil poétique de l'écrivain congolais Gabriel Mwènè Okoundji, Prière aux ancêtres / Pregària als aujòls ( éditions Fédérop, 2008), ainsi que de l'ouvrage de l'écrivain franco-chilien Carles Diaz, Sus la talvera / En marge ( éditions Abordo, 2019) 
En 2021 paraissait A la peiralha / Parmi les Pierres, poèmes occitans, dans la collection "Le Tire-langue " de la revue A l'index, avec une version française de Denis Montebello et une encre de Krimo. En 2023 les éditions érès, à Toulouse, publiaient dans leur collection  "Po&Psy" le recueil Lo vent que parla lo paradís / Le vent qui parle le paradis, Enfin, en 2024, ce sont les éditions Tròba Vox qui faisaient paraître Las mans liuras / Les mains vides avec une postface d'Isabelle Rebreyend. 

## Ouvrages
Poésie
- Paraulas als quatre vents,  Forra-Borra, Villeneuve-sur-Lot, 1972.
- Dètz poëmas legibles / Dix poèmes lisibles, Forra-Borra, Villeneuve-sur-Lot, 1973.
- Jorns Dobèrts / Jours ouverts, (édition partielle, bilingue), Aital, Toulouse, 1976.
- Jorns Dobèrts (édition complète), Prix Paul Froment, E.O.E, Penne-d'Agenais, 1977.
- Velhar / La Veille, in revue L'Éther Vague, n° 5-6-7, Toulouse, 1980.
- Lo Defòra endedins, poèmes avec des pochoirs de Jacques Privat, "Los Faissets de La Talhada", Lescure-Jaoul, 1996.
- La Mar quand i es pas / Absence de la Mer, poèmes avec une version française de Denis Montebello, Montpeyroux, 1997.
- D'aimar / D'aimer, Jasmin d'Argent occitan, in recueil collectif du Jasmin d'Argent, Agen, 2000.
- E-mails, in OC, n° spécial OC 80 ans ,« creuset et carrefour », printemps-été 2004
- Après la côte de Jordi, prose française, avec des peintures originales de Jacques Privat, Los Faissets de La Talhada, Pallinis, Grèce, 2007.
- Las quatre rotas / Les quatre routes, poèmes occitans avec traduction française de Denis Montebello, Federop, Gardonne, 2009.
- La nusor la susor / La nudité la sueur, édité et illustré par Jacques Privat, coll. Los Faissets,  La Talhada,Lescure-Jaoul, 2016
- Éd. avec Stéphane Lombardo et Frédéric Voilley de Michel Miniussi (ill. Véronique Champollion), Ciutats d'óc, Mougins, Les Amis de Michel Miniussi, 2017  (ISBN 2-9509519-7-X)
- A la peiralha / Parmi les pierres, version française de Denis Montebello, coll. Le Tire-langue, revue A l'Index, Epouville, 2021
- Lo vent que parla lo paradís / Le vent qui parle le paradis, coll PO&PSY, éditions érès, Toulouse, 2023
- Las mans liuras / Les mains vides, poèmes occitans avec traduction française de l'auteur, éditions Tròba vox, Montseret, 2024.

Poèmes parus dans les anthologies:
- Penclub de langue d'oc, 50 escriveires d'ara, Nîmes, s.d.
- Agenais occitan, E.O.E, Villeneuve-sur-Lot, 1978.
- Vagabondages, Poètes de langue d'oc, n° 32-33, Paris, septembre 1981.
- Vent Terral, Poësia occitana d'ara, tome II, Energues, hiver 1982.
- Europe, Littérature occitane, n° 669-670, Paris, janvier-février 1985.q
- Reduccions, Poësia occitana, n° 50-51, Vic (Catalogne), octobre 1981.
- Jorn, Vint ans d'escritura occitana, 7305 jorns, éd. Jorn, Montpeyroux, 2001
- Le Jardin d'Essai, dossier La poésie occitane, n° 25, Paris, printemps 2002.
- Reduccions, n° 80, Vic (Catalogne), octobre 2004
- Anthologie de la nouvelle écriture occitane (1980-2000), de Giovanni Agresti, coédition Jorn / Le Temps des Cerises, Montpeyroux, 2004
- Triages, supplément 2009, L'aujourd'hui vivant de la poésie occitane, éditions Tarabuste, Saint-Benoït-du-Saut, 2009
- Terres d'Afrique, Anthologie de poésie contemporaine, de Gabriel Okoundji, editions Ndzé, Bertoua, Cameroun, 2011
- Grains of Gold, an anthology of occitan literature, by James Thomas, Francis Boutle Publishers, London, 2015
- Par tous les chemins, Florilège poétique des langues de France, éditions Le bord de l'eau, Lormont, 2019
- Du Feu que nous sommes, anthologie de poésies contemporaines, Abordo Éditions, 2019.

Traductions
- En français
  - Federigo Tozzi, Trois Croix, roman traduit de l'italien, L'Éther Vague/Verdier, Toulouse, 1983.
  - Federigo Tozzi, L'Ecole d'Anatomie, nouvelles traduites de l'italien, L'Éther Vague/Verdier, Toulouse, 1986.
  - Federigo Tozzi, Le Domaine, roman traduit de l'italien, L'Éther Vague/Verdier, Toulouse, 1989.
- En occitan
  - Leopardi, Le Ricordanze / Las Remembranças, in OC n° CCXCIX, avril 1991
  - Quevedo, Sonnets et poèmes, in OC n° CCCIII, juillet 1992.
  - Dino Campana, Cants Orfics : La Verna, in OC n° CCCXL, juillet 2001
  - Ungaretti, Vida d’un òme (extraits) in OC n° CCCXLIII, mai 2002
  - Sor Juana Inés de la Cruz, Prumièr somi, in OC n° spécial 80 ans, « OC creuset et carrefour », printemps-été 2004.
  - Gabriel Mwènè Okoundji, Gnia, coll. « Trobar », Cahiers de poésie verte, 2000
  - Gabriel Mwènè Okoundji, Prière aux ancêtres, Fédérop, 2008
  - Carles Diaz, Sus la Talvera / En Marge, Abordo Éditions, 2019.

Autre
- Pichona gramatica de l'arab magrebin, Forra-Borra, Villeneuve-sur-Lot, 1972.